# 沢田寧

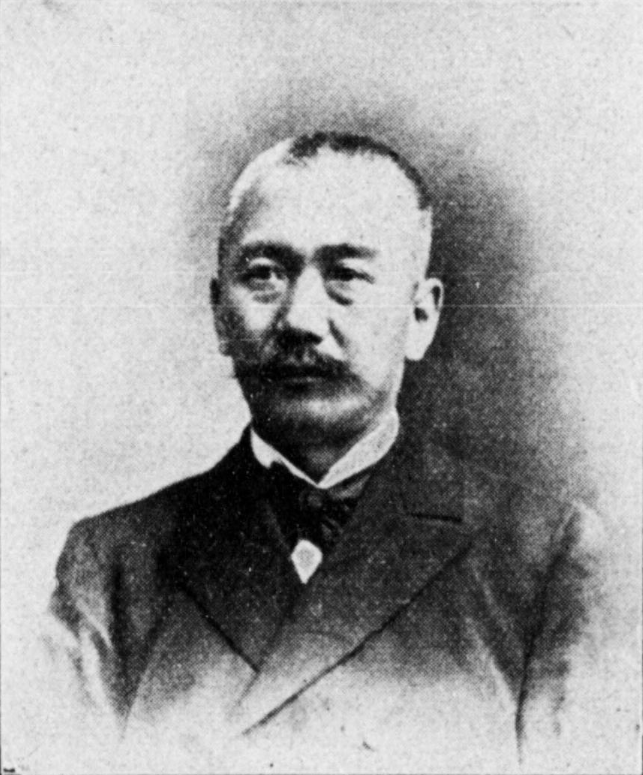
沢田寧

沢田 寧（澤田 寧、さわだ やすし、1852年11月26日（嘉永5年10月15日）- 1937年（昭和12年）3月16日）は、日本の弁護士、政治家。衆議院議員、静岡県浜松町長。幼名は慶次郎。

## 経歴
遠江国引佐郡金指村（現静岡県浜松市引佐町金指）で、旗本・金指近藤家家臣、金指陣屋留守居役・沢田和四郎の息子として生まれる。僧の禅統に師事し漢学を修める。16歳で金指関門の番頭に就任。明治維新を迎え、政府の命で主君・近藤登介が江戸に出るのに従う。野村巴山、中山恒斎から漢学を学び、剣客・榊原健吉の門に出入りした。
明治4年7月14日（1871年8月29日）の廃藩置県により帰郷。1873年、浜松県内に小学校が設立され同県訓導に就任。その後、二俣小学校を辞して浜松県と寺領に関して係争中の城東郡朝比奈村・閑田院の代理人となったことを契機に、東京神田の法学塾「法律学舎」で学び、1877年8月に帰郷して静岡県の代言人試験を受けて静岡裁判所管内の代言人となる。しかし当時の代言人の地位の低さに憤慨してその職を辞し、1878年2月に上京して一年後、深川区深川冬木町に三和（組）商会を設立し水道用材の請負業を営んだ。しかし、コレラの蔓延で木材運搬の遅延が生じたことにより五千円の負債が生じ会社を解散した。その後、故郷の両親から再三帰郷を促され、1881年6月に帰省した。帰郷するもなかなか生業につくことができなかったが、1880年、代言人規則の改正があり試験内容が改められて代言人への世間の信用も向上したことから、同年8月、再度試験を受けて、1882年1月から代言人に従事した。
1880年結成の国会期成同盟に加わり、遠陽自由党の結成に尽力するなど政治活動を行う。浜松町会議員、浜松町長を歴任。1902年8月、第7回衆議院議員総選挙において静岡県郡部から立憲政友会所属で出馬し当選。その後、第10回総選挙まで連続4回の当選を果たした。
1909年、日本製糖汚職事件で拘禁され、同年7月3日に、東京地方裁判所第二刑事部において重禁固8ヶ月の有罪の判決が言い渡され、衆議院議員を退職。その後、判決を不服として控訴、上告を行ったが、同年12月17日に大審院で判決が言い渡され、上告棄却となり、有罪が確定した。これにより勲四等を褫奪された。